# ANNO 2006
ANNO 2006 byl XII. ročník ankety diváků televize Nova ANNO. Vyhlašování proběhlo v neděli 4. února 2007, v den 13. narozenin Novy. V anketě byli zvoleni nejlepší muž, žena a pořad Novy.

## Moderátor a hosté
Slavnostním večerem provázeli Michal Suchánek a Richard Genzer. Během ceremoniálu se na scéně objevilo mnoho celebrit, např. Zuzana Kanócz, Květa Fialová, Nela Boudová, Pavel Nový, Oldřich Navrátil, Milan Šteindler, Filip Renč, Irena Pavlásková, Karel Janák a další.

## Výsledky ankety

### Muž roku
| Místo | Jméno         | Pořad                     |
| ----- | ------------- | ------------------------- |
| 1.    | Leoš Mareš    | Eso                       |
| 2.    | Rey Koranteng | Televizní noviny          |
| 3.    | Petr Rychlý   | Ordinace v růžové zahradě |

### Žena roku
| Místo | Jméno             | Pořad                     |
| ----- | ----------------- | ------------------------- |
| 1.    | Daniela Šinkorová | Ordinace v růžové zahradě |
| 2.    | Lucie Borhyová    | Televizní noviny          |
| 3.    | Markéta Fialová   | Televizní noviny, Víkend  |

### Pořad roku
| Místo | Název                     |
| ----- | ------------------------- |
| 1.    | Ordinace v růžové zahradě |
| 2.    | Ulice                     |
| 3.    | Pojišťovna štěstí         |